# Résolution 54 du Conseil de sécurité des Nations unies
Membres permanents
- Chine
- États-Unis
- France
- Royaume-Uni
- URSS

Membres non permanents
- Argentine
- Belgique
- Canada
- Colombie
- Syrie
- RSS d'Ukraine

Résolution no 53 Résolution no 55
La résolution 54 du Conseil de sécurité des Nations unies  est une résolution du Conseil de sécurité des Nations unies adoptée le 15 juillet 1948.
Cette résolution relative à la question de la Palestine, 
- constate que la situation en Palestine est une menace pour la paix ;
- ordonne aux autorités intéressées de cesser toute action militaire ;
- déclare que le refus d'une quelconque de ces autorités de se conformer au prescriptions du précédent point est une menace pour la paix ;
- invite les gouvernements intéressés à coopérer avec le médiateur ;
- ordonne une suspension d'armes immédiate ;
- prescrit au médiateur de poursuivre ses efforts en vue d'une démilitarisation de Jérusalem;
- prescrit au médiateur de surveiller l'application de la trêve ;
- décide que la trêve restera en vigueur jusqu'au règlement de la question ;
- réitère l'invitation faite aux parties dans le dernier paragraphe de la résolution 49 ;
- requiert du secrétaire général qu'il fournisse au médiateur les moyens d'accomplir sa mission ;
- requiert du secrétaire général qu'il mette à disposition les fonds nécessaires à l'accomplissement de la présente résolution.

La résolution a été adoptée.
Les abstentions sont celles de l'Argentine, de la république socialiste soviétique d'Ukraine et de l'Union des républiques socialistes soviétiques.
La Syrie a voté contre.

## Texte
- Résolution 54 sur fr.wikisource.org
- Résolution 54 sur en.wikisource.org